# Смирнов Станіслав Костянтинович
Станісла́в Костянти́нович Смирно́в (рос. Смирнов Станислав Константинович; нар. 3 вересня 1970 Ленінград, РРФСР) — російський математик, лауреат Філдсівської премії 2010 року. Наразі Смирнов працює в Женевському університеті. Основна робота зосереджена в області комплексного аналізу, динамічних систем та теорії ймовірностей.

## Кар'єра
Смірнов народився 3 вересня 1970 року в Ленінграді, СРСР (нині Санкт-Петербург, Росія). До 1987 року навчався в спеціалізованому математичному Санкт-Петербурзькому ліцеї № 239. Двічі здобував золоту медаль на Міжнародній математичній олімпіаді (1986, 1987) з абсолютним результатом. 1992 року здобув ступінь бакалавра в Санкт-Петербурзькому державному університеті, де він працював під керівництвом Віктора Хавіна. Ступінь доктора філософії здобув у Каліфорнійському технічному інституті (дисертація мала назву Спектральний аналіз множин Жюліа) у 1996 році. Смірнов займав дослідницькі посади в Єльському університеті, Інституті математики Макса Планка в Бонні, а також в Інституті перспективних досліджень у Принстоні. У 1998 році він почав працювати в Королівському технологічному інституті у Стокгольмі, а починаючи з 2003 року має посаду професора математичного аналізу в групі математичної фізики та теорії ймовірностей Женевського університету.

## Особисте життя
Дружина Тетяна Смирнова-Нагнибіда, з якою познайомився ще на математичному гуртку, теж математик, професор у Женевському університеті. Виховує дочку Олександру (2002) та сина Миколу (2006).

## Дослідження
В першу чергу Смірнов відомий своєю роботою в області теорії протікання, де він довів формулу Карді для перколяції на гексагональній (трикутній) решітці, а також довів конформну інваріантність для різних двовимірних моделей. Теорема Смірнова допомогла в чіткому завершенні теорії перколяції на трикутній решітці.

## Нагороди та визнання
- почесний доктор Університету Гренобль 1[en];
- 1997 — Премія Санкт-Петербурзького математичного товариства[en];
- 2001 — Дослідницька нагорода Клея;
- 2001 — Премія Салема;
- 2001 — Премія Горана Густафсона;
- 2002 — Премія Ролло Давідсона[en];
- 2004 — Премія Європейського математичного товариства[11];
- 2006 — Доповідач на Міжнародному конгресі математиків у Мадриді;
- 2010 — Премія Філдса;
- 2013 — член Європейської Академії.[15];
- 2013 — член Американського математичного товариства.

У 2010 році Смірнов був нагороджений премією Філдса «за доведення конформної інваріантності двовимірної перколяції та моделі Ізинга в статистичній фізиці»
.
Після отримання премії Смірнов висловив своє бажання продовжувати робити важливі математичні відкриття, сказавши «Я очікую довести ще більше теорем. Я сподіваюся, що важливість цієї премії не загальмує мене.»

## Лекції
- Plenary Lecture from the 1st PRIMA Congress. Conformal invariance and universality in the 2D Ising model, Stanislav Smirnov, University of Geneva. [Архівовано 30 березня 2016 у Wayback Machine.] (англ.)
- Математика как наука в средней школе. V Санкт-Петербургский образовательный форум (рос.)
- Что такое случайное блуждание? Лекция 1 | Что такое случайное блуждание? | Лекториум [Архівовано 1 квітня 2016 у Wayback Machine.] (рос.)
- Что такое случайное блуждание? Лекция 2 | Что такое случайное блуждание? | Лекториум [Архівовано 6 квітня 2016 у Wayback Machine.] (рос.)
- Что такое случайное блуждание? Лекция 3 | Что такое случайное блуждание? | Лекториум (рос.)
- Self-avoiding walk and integrability (англ.)